# Lamborghini Jalpa
Lamborghini Jalpa (МФА: ˈxalpa) — спортивний автомобіль, що вироблявся італійською компанією Lamborghini у 1981–1988 роках.
Модель Jalpa, яка була модифікацією більш ранньої моделі Silhouette, мала на ринку відігравати роль «більш доступної Lamborghini», бувши дешевшою, ніж флагман цього сегменту Lamborghini Countach. Дизайнером Jalpa, як і Countach, був дизайнерський дім Bertone , проте Jalpa, на відміну від Countach, була набагато легшою в керуванні, мала кращий огляд та краще слухалася керма у щільному трафіку та на малих швидкостях.

## Назва
Назва моделі, Jalpa, за традицією Lamborghini, пов'язана з коридою і походить від відомої породи бойових биків.

## Характеристики

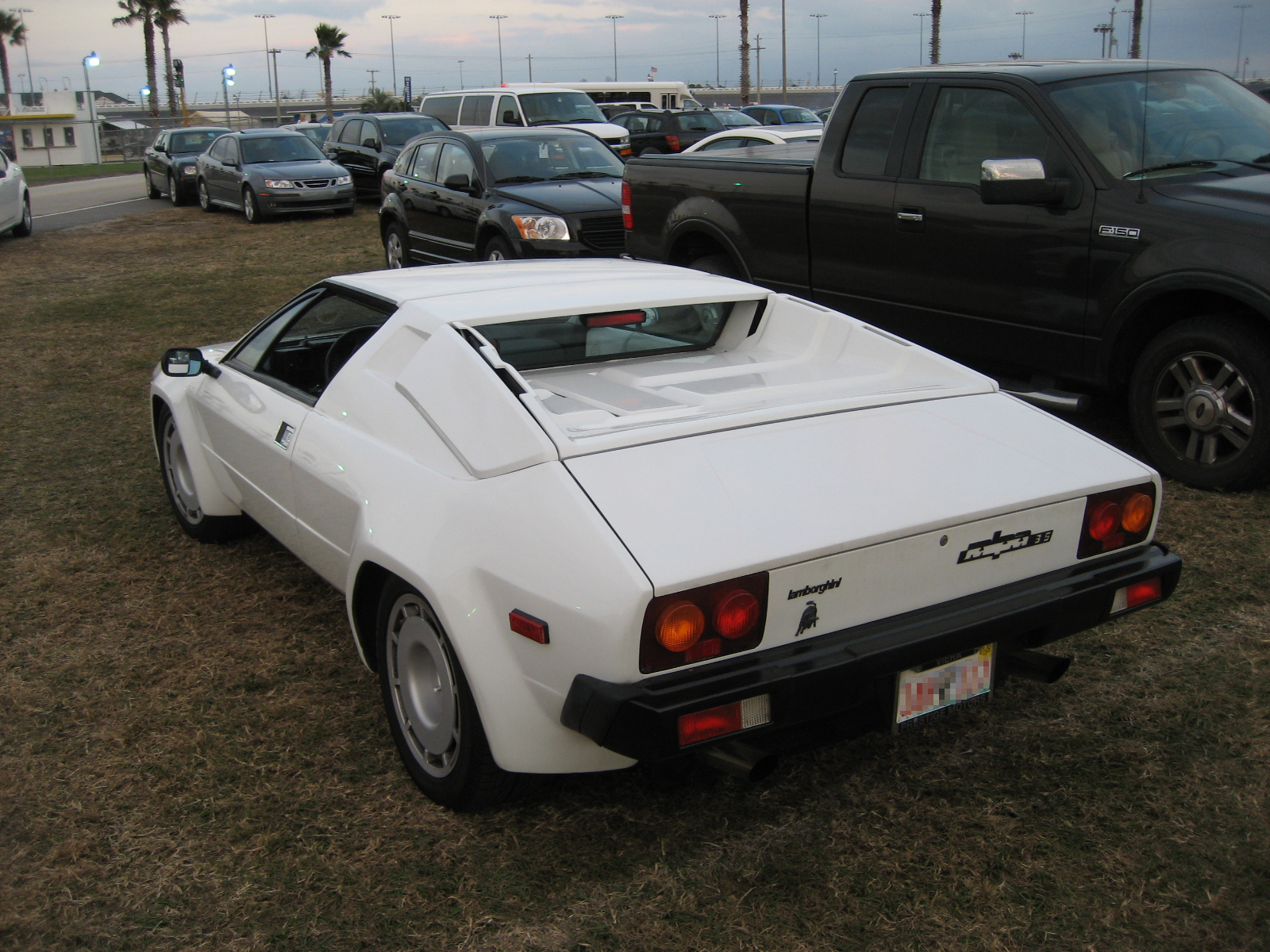

Конструкція автомобіля базувалася на моделі Silhouette. На відміну від популярного в ті часи двигуна Lamborghini V12, Jalpa був оснащений двигуном V8 з двома розподільними валами, об'ємом 3,5 л, потужністю 255 к.с. при 7000 об./хв.
За твердженням виробника, Jalpa міг прискорюватися до 100 км/год (62 милі/год) за 6,0 с, до 160 км/год (100 миль/год) — за 19,1 с, а максимальна швидкість становила 234 км/год (145 миль/год).
Втім, видання Classic & Sports Car magazine стверджувало, що автомобіль набирав 62 миль/год за 6,8 с, а 100 миль/год — 16 с.

## Переробки та припинення виробництва

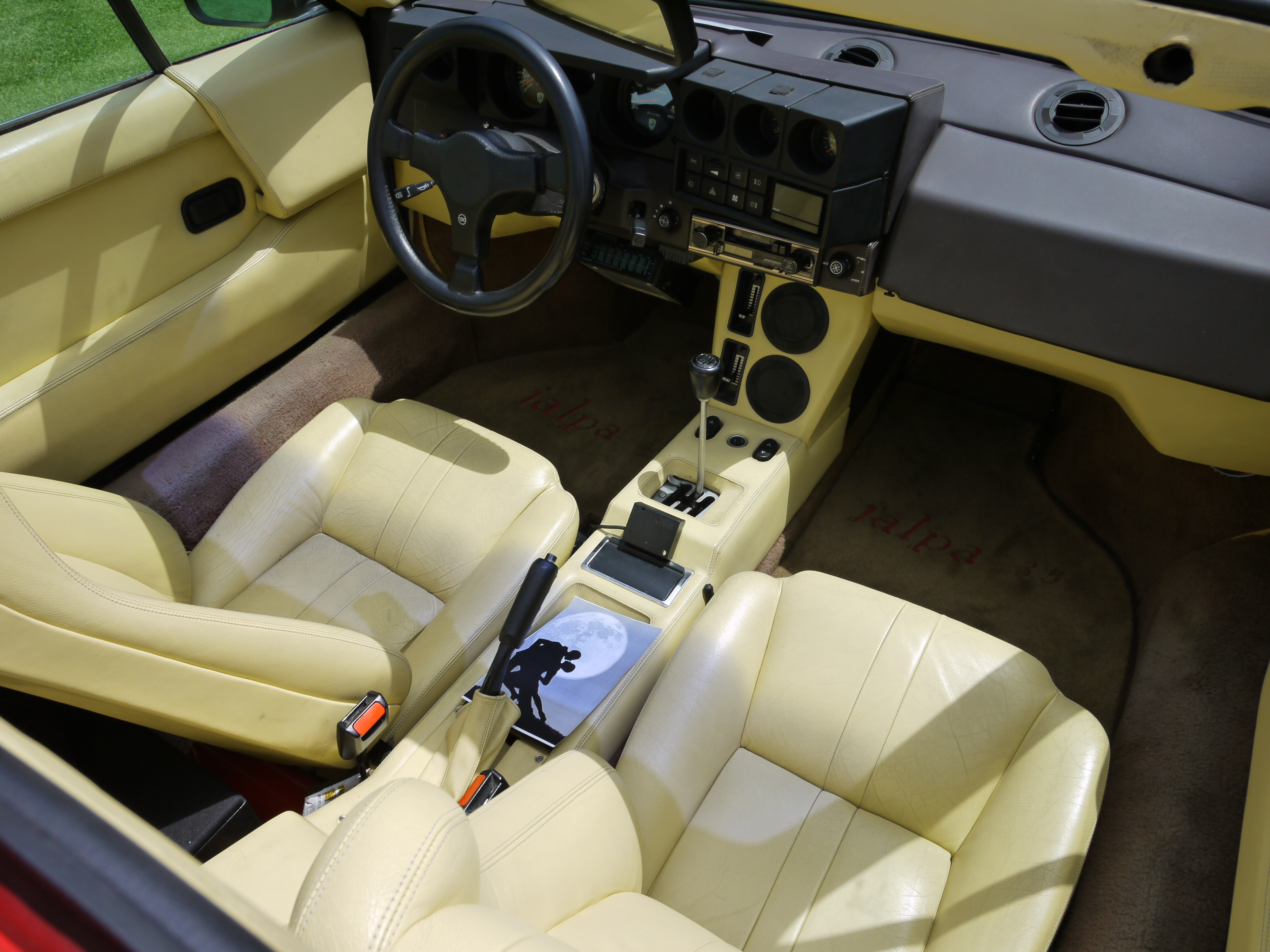

У перших машин, що продавалися з 1981 року, пластикові деталі (бампери, повітрозабірники й кришка двигуна) були чорні, а габаритні задні ліхтарі мали прямокутну форму, як і в попередника Silhouette. З 1984 року на Jalpa були встановлені круглі задні ліхтарі, а пластикові деталі набули кольору кузова.
До 1988 року було продано 410 Lamborghini Jalpa, що зробило її на той момент найуспішнішою моделлю з двигуном V8. Однак, всупереч цьому, компанія Chrysler, новий власник, вирішила припинити виробництво цієї моделі.

## Lamborghini Jalpa в кіно
- У фільмі 1985 року «Роккі 4», Роккі їздить на чорній Lamborghini Jalpa.